# Ambrella
Ambrella H.Perrier é um género botânico pertencente à família das orquídeas (Orchidaceae), subfamília Epidendroideae.
A única espécie do gênero é nativa de Madagascar.

## Espécies
- Ambrella longituba H.Perrier .